# Tunnel van Vieille Foulerie
De tunnel van Vieille Foulerie is een spoortunnel in de gemeente Limburg. De tunnel heeft een lengte van 167 meter. De dubbelsporige spoorlijn 37 gaat door de tunnel. Bij verlaten van de tunnel rijdt het treinverkeer richting Eupen over het Viaduct van Dolhain over de vallei van de Vesder.
In 2010, bij de aanleg van de tunnel van la Moutarde werden zowel het viaduct van Dolhain als de tunnel van Vieille Foulerie grondig gerenoveerd.